# Люстерник, Лазарь Аронович
Ла́зарь Аро́нович Люсте́рник (1899—1981) — советский математик. Доктор физико-математических наук (1935), профессор (1935), член-корреспондент Академии наук СССР (1946), лауреат Сталинской премии (1946).

## Биография
Родился 19 (31 декабря) 1899 года в Здуньска-Воля (ныне Лодзинское воеводство, Польша) в многодетной еврейской семье. Его отец Арон Ерихимович Люстерник (1878 — 30 сентября 1936), уроженец Лодзи, был совладельцем фабрики; мать — Мерка Тодрисовна Пикельная (1868—?), родом из Новогрудка, была домохозяйкой. Семья вскоре переехала в Лодзь, где Л. А. Люстерник начал учиться в гимназии; окончил гимназию в Смоленске, где его семья жила во время Первой мировой войны.
Окончил физико-математический факультет Московского университета в 1922 году, был учеником Н. Н. Лузина и участником «Лузитании» (в 1936 году — участник «антилузинской группы математиков» в «деле Лузина»). Затем учился в аспирантуре НИИ математики и механики МГУ (1924—1926). В 1927 году Л. А. Люстерник был избран приват-доцентом Московского университета. В 1928 — 1930 годах был профессором Нижегородского университета, а с 1930 года до своей смерти — профессором Московского университета. С 1934 по 1948 год занимал должности старшего научного сотрудника, заведующего отделом, заместителя директора МИАН имени В. А. Стеклова. Одновременно в 1936 — 1943 годах работал заведующим кафедрой функционального анализа механико-математического факультета; читал курс функционального анализа. В 1948 — 1955 годах занимал должность заведующего отделом Института точной механики и вычислительной техники АН СССР.
Основные работы в области функционального анализа, особенно вариационного исчисления, дифференциальной геометрии и алгебраической топологии, методы которой он стал применять в анализе. Люстерник (вместе с Л. Г. Шнирельманом) доказал гипотезу Пуанкаре о том, что каждая регулярная замкнутая поверхность, гомеоморфная сфере имеет не менее трёх замкнутых геодезических (эллипсоид с различными, но почти равными осями, является критическим случаем, когда таких геодезических точно три).
Также работал в области математической физики и вычислительной математики. Впервые (1926) применил метод конечных разностей к решению задачи Дирихле.
За разработку новых топологических методов исследования в математическом анализе, за крупные достижения в создании теории геодезических линий Люстерник в 1942 году был удостоен Сталинской премии. Люстерник — один из авторов таблиц для определения положения корабля по радиопеленгу, изданных в 1944 году.
Написал воспоминания о молодости московской математической школы «Лузитания».
Доктор физико-математических наук (1935). Член-корреспондент АН СССР (1946).
Умер 22 июля 1981 года. Похоронен в Москве на Кунцевском кладбище (10 уч.).

## Семья
- Сестра — Изабелла (в первом браке Клейн, во втором — Нейман, 1904—1992), польская театральная актриса, известная под сценическим псевдонимом «Иза Фаленска» (пол. Iza Faleńska)[10], играла на сцене театров Варшавы и Лодзи[11][12]; жила в Ницце со своим мужем Станиславом Адольфом Нейманом (1882—1952), уроженцем Харькова, журналистом, представителем Польши в Лиге наций[13][14].
- Брат — Малкиель (Максимилиан) Люстерник (ивр. מלכיאל לוסטרניק‎‎, 1912—1943), поэт, публицист и переводчик, автор двух сборников стихов на иврите[15] и идише[16], книг публицистики и литературоведческих трудов на польском языке, переводов прозы с иврита на польский язык и современной поэзии с идиша на иврит[17]; был убит в Варшавском гетто[18][19].
- Сёстры Рухл (Рома, 1898—1942)[20], Роза (1913—1942) и брат Ицик (1908—1942) вместе с детьми и семьями были убиты в Лодзинском гетто[13]. Брат Теодор (Тодрис, 1916—1943) был убит в Новогрудском гетто[21]. Сестра Анна (в замужестве Петриковская-Маргулес, 1907—1975), жила в Нантере; другая сестра Элька (Хелена Бергер, 1902—1938) — в подмандатной Палестине.
- Двоюродная сестра — Эстер Пикельная (1893—1990), художница Парижской школы, известная как «Стера Бархан» (фр. Stera Barchan). Первым браком была замужем за художником Мане-Кацем; её второй муж — прозаик, критик и фотограф Павел (Хаим) Абрамович Бархан (фр. Pawel (Paul) Barchan, 1876—1942), автор книги «Петербургские ночи» (1910)[22]; погиб в Освенциме[23]. Двоюродная сестра Рая Пикельная была замужем за видным польским врачом (терапевтом и эндокринологом), учёным-медиком, историком и философом науки Леоном Шифманом (пол. Leon Szyfman, 1891—1964), автором книги воспоминаний на иврите[24]; она погибла с двумя дочерьми в Варшавском гетто[25]. Двоюродный брат — Роберт Маркусович Пикельный (1904—1986), художник Парижской школы, деятель русской эмиграции во Франции, жил на Монпарнасе[26].
- Жена — Ираида Фоминична Люстерник (1905—1989).

## Награды и премии
- Сталинская премия второй степени (1946) — за разработку новых топологических методов исследования в математическом анализе, изложенных в статьях: «Топологическая структура одного функционального пространства», «Новое доказательство теоремы о трёх геодезических», «О семействах дуг с общими концами на сфере», «О числе решений вариационной задачи» (1943)[27]
- орден Ленина
- орден Трудового Красного Знамени
- орден «Знак Почёта»
- медали